# 玉露春

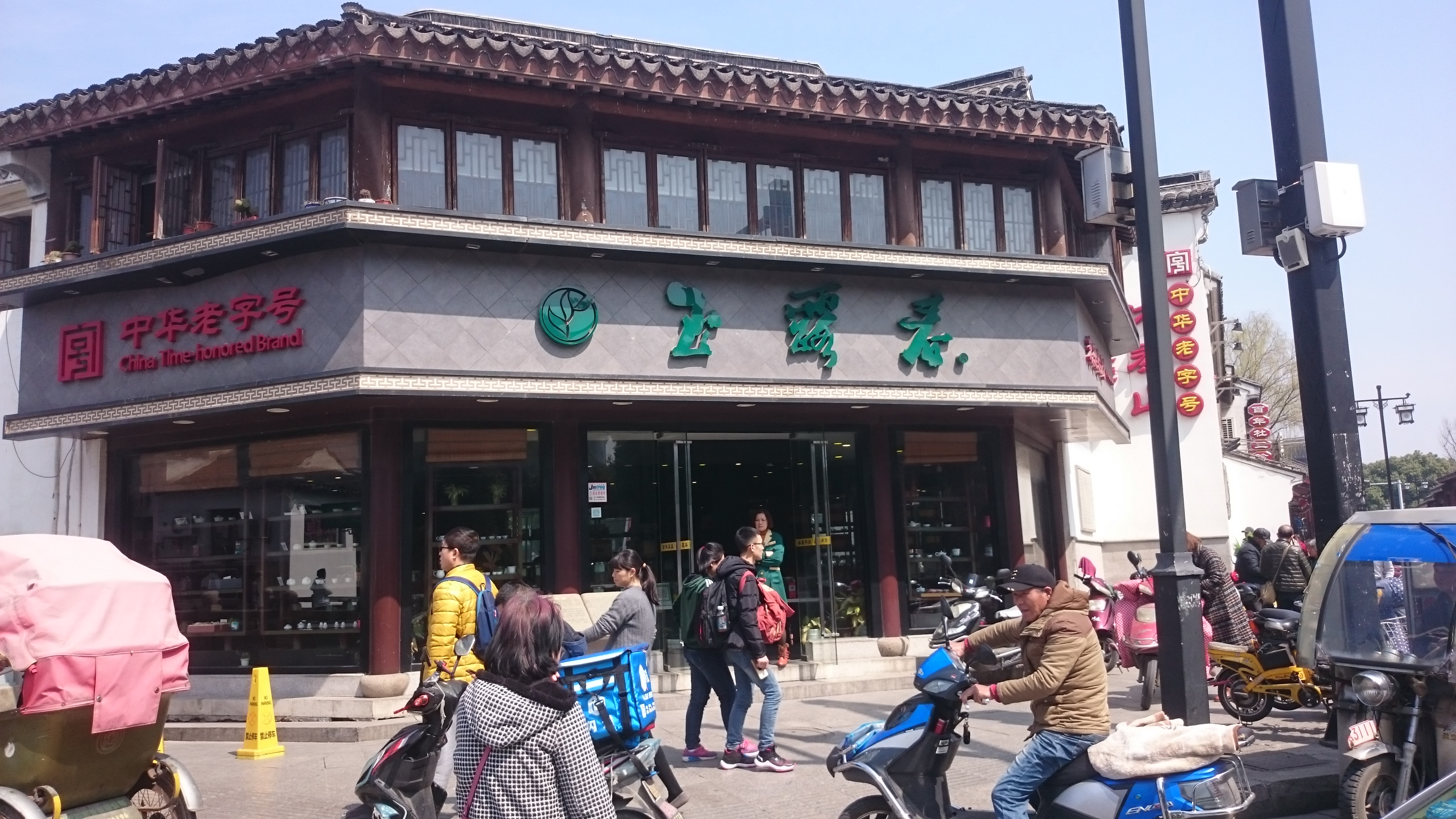
玉露春 山塘店

玉露春是一家苏州的茶庄，创始于清光绪二十五年（1899年）。

## 历史
玉露春创始于清光绪二十五年（1899年），最早开于观前街玄妙观内，以自产自销经营洞庭碧螺春茶叶为主。同时也开有茶馆。
2006年被商务部首批认定为“中华老字号”。

## 现状
玉露春在金庭镇拥有自己的茶园和茶厂，自产自销洞庭碧螺春茶叶，也销售其他各类茶叶茶具。
总店位于苏州市阊胥路708号。山塘店位于阊胥路西中市路口。